# Paul Kasey
Paul Kasey (* 5. August 1973 in Chatham, Kent, England) ist ein britischer Schauspieler.

## Leben
Paul Kasey absolvierte seine Schauspielausbildung im Laine Theatre Arts Centre in Surrey.
Paul Kasey war ab 1998 zwei Jahre als Rikki im Musical Grease im Dominion Theatre in London zu sehen. Im Jahr 2000 folgten mehrere Auftritte als Swing in Fosse am West End. Er verließ die Theatershow um den Sensenmann in Blade II zu spielen. In der Fernsehserie Doctor Who spielte er viele verschiedene Wesen unter anderem die Cybermen oder die Ood. Durch den Erfolg von Doctor Who bekam er weitere Rollen in anderen britischen Fernsehserien, unter anderem trat er in der Serie Torchwood auf. Neben dem Schauspielen interessiert sich Paul Kasey fürs Tanzen und die Kontorsion. Er ist außerdem als Model tätig.

## Filmografie
- 2002: Blade II
- 2002: 28 Days Later
- 2005–2014: Doctor Who (Fernsehserie, 35 Folgen)
- 2007: Zimmer 1408 (1408)
- 2006–2008: Torchwood (Fernsehserie, 13 Folgen)
- 2007–2011: The Sarah Jane Adventures (Fernsehserie, 18 Folgen)
- 2008: Tintenherz (Inkheart)
- 2009: Scoop (Fernsehserie, 1 Folge)
- 2009: Doctor Who at the Proms (Fernsehfilm)
- 2009–2012: Being Human (Fernsehserie, 9 Folgen)
- 2010–2013: BBC Proms (Fernsehserie, 2 Folgen)
- 2015: Star Wars: Das Erwachen der Macht (Star Wars: The Force Awakens)
- 2016: Rogue One: A Star Wars Story
- 2017: Star Wars: Die letzten Jedi (Star Wars: The Last Jedi)